# Akhbar El Youm
Akhbar El Youm  (Infos du Jour) (en arabe أخبار اليوم) est un quotidien généraliste algérien en langue arabe.